# Ba'alej tšuva
Ba'alej tšuva (hebrejsky בעלי תשובה‎, sg. m. בעל תשובה, ba'al tšuva, sg. f. בעלת תשובה, ba'alat tšuva) je hebrejský výraz označující původně sekulární židy, kteří se vrátili k náboženské praxi judaismu.

## Etymologie
Výraz se skládá ze dvou slov: ba'al, znamenající doslova „pán“, „vlastník“; a tšuva, což znamená „návrat“ i přen. „pokání“ (v náboženském slova smyslu). Ba'alej tšuva jsou tak doslova „ti, kdo se navrací“, resp. „ti, kdo činí pokání“.

## Vývoj
Princip pokání se objevuje již v biblickém judaismu, kde je pokání hříšníka jedním ze základních předpokladů pro odpuštění. Samotný výraz ba'al tšuva se vyskytuje v Talmudu (Brachot 34b).
Od 20. století je výraz ba'al tšuva chápán jako „žid navrátivší se k ortodoxnímu způsobu života“. Ve 20. století vznikla rovněž řada hnutí směřující své aktivity na sekularizované židy a podporující ba'alej tšuva v jejich konání. Hnutí ba'alej tšuva mělo silnou pozici nejprve ve Spojených státech mezi potomky sekularizovaných amerických židů, poté se hnutí novodobých ba'alej tšuva začalo rozšiřovat mezi sekularizovanou populaci evropských a izraelských židů. Mezi nejznámější a největší hnutí soustřeďující se na pomoc a podporu ba'alej tšuva patří Chabad Lubavič a Eš ha-Tora.